# Roger Johnson (Fußballspieler)
Roger Johnson (* 28. April 1983 in Ashford, Surrey) ist ein ehemaliger englischer Fußballspieler, der seit 2020 beim FC Bromley als Trainer arbeitet.

## Karriere

### Wycombe Wanderers
Im Jahre 1998 kam Roger Johnson in die Jugendakademie der Wycombe Wanderers; zuvor spielte er schon in den Jugendmannschaften des FC Portsmouth. In der Saison 1999/00 der Football League Two bestritt er am letzten Spieltag gegen Cambridge United sein erstes Spiel in der Profiliga. Damit war er mit siebzehn Jahren und acht Tagen jüngster Spieler in der Football League überhaupt.
Obwohl er in den beiden darauffolgenden Saisons nur zu acht Kurzeinsätzen kam – in der Saison 2003/04 verbrachte er unter Trainer Tony Adams ungefähr genauso viel Zeit auf der Bank wie auf dem Spielfeld –, wurde er von den Fans trotzdem zum Fans' Player of the Year gewählt.
Nach der Entlassung von Tony Adams im November 2004 bekam er unter dem neuen Trainer John Gorman einen Stammplatz und auch die Kapitänsbinde. In der Saison 2004/05 erreichte er bei den Umfragen der Fans den zweiten Platz als Fans' Player of the Year hinter Sieger und Stürmer Nathan Tyson. Diesen Stammplatz konnte er auch bis zum Ende seines Aufenthalts bei den Wycombe Wanderers verteidigen.

### Cardiff City
Am 4. Juli 2006, nach 156 Spielen und 19 erzielten Toren für Wycombe, wechselte er für £275.000 zu Cardiff City. Zuvor hatte der Lokalrivale von Cardiff, Swansea City versucht Johnson für eine Ablöse von £100.000 zu verpflichten. Dieses Angebot wurde allerdings von den Wycombe Wanderers abgelehnt.
Johnson hatte ein sehr aufregendes erstes Jahr. Zuerst nur als Ersatzspieler eingesetzt, bildete er mit dem Holländer Glenn Loovens die Innenverteidigung und brachte Kapitän Darren Purse um seinen Stammplatz. In der Saison 2007/08 ging er auch häufig auf Torejagd und erzielte einige späte Tore, erst in der Liga gegen Norwich City, dann gegen Brighton & Hove Albion im League Cup, aber auch sehr wichtige Tore gegen Hull City und Preston North End. Er erzielte das zweite Tor beim furiosen 2:0-Sieg über Premier-League-Ligist FC Middlesbrough im Viertelfinale des FA Cups und sein Kopfballtor beim Severnside Derby gegen Bristol City im März 2008 war schon sein siebter Saisontreffer. Er absolvierte alle sechs Spiele auf dem Weg zum Finaleinzug im FA Cup, welches man mit 0:1 gegen den FC Portsmouth verlor. Am Ende der Saison wurde er zum Club's Player of the Year gewählt.
Im Sommertransferfenster der Saison 2008/09 bekundeten Vereine wie Ipswich Town und West Bromwich Albion ihre Interesse, doch Johnson lehnte alle Angebote ab. Er blieb bei Cardiff City, doch sein Partner in der Innenverteidigung Glenn Loovens wechselte zu Celtic Glasgow. Bei der Saisoneröffnung erzielte er den späten 2:1-Siegtreffer gegen FC Southampton und trotz anhaltender Veränderungen in der Innenverteidigung mit Glenn Loovens, Darren Purse und dem Neuzugang Gábor Gyepes, der Purse im November seinen Stammplatz wieder ablief. Während der Saison bestritt er sein 100stes Spiel für Cardiff und spielte auch alle Spiele durch, bis zum April 2009, wo er beim 2:0-Sieg über Crystal Palace vom gegnerischen Verteidiger Claude Davis einen Ellenbogen gegen seine Kehle bekam. Nach diesem Vorfall litt Johnson unter Atembeschwerden und war gezwungen, zwei Nächte im Krankenhaus zu verbringen, sowie in der folgenden Woche sich täglichen Kontrolle unterziehen zu müssen. Der Übeltäter wurde daraufhin von der FA für drei Spiele gesperrt.
Den 3:1-Sieg über den FC Burnley musste er von der Tribüne aus beobachten, kehrte aber bei der 0:6-Niederlage gegen Preston North End wieder zurück. Am 26. April wurde er zum zweiten Mal hintereinander zum Club's Player of the Year gewählt, dazu kam die Nominierung für das PFA Team of the Year.

### Birmingham City
Im Juni 2009, nachdem Cardiff City zuvor zwei Angebote von Birmingham City ablehnte, einigte man sich auf die Ablöse von fünf Millionen Pfund. Sein ehemaliger Mannschaftskollege Tony Capaldi spricht über ihn, von einem „zukünftigen Kapitän“. Er unterzeichnete am 25. Juni einen Dreijahresvertrag und sagte in einem Interview, dass es der Anfangstraum jedes Fußballspielers sei, in der Premier League zu spielen und freut sich, dass er die Chance mit Birmingham bekommt und kann es kaum erwarten loszulegen. Am ersten Spieltag und somit seinem ersten Spiel zeigte er bei der 0:1-Niederlage gegen Manchester United eine beeindruckende Leistung. Johnson war Teil der Mannschaft, die zwölf Spiele lang ungeschlagen blieb, ein Vereinsrekord der zum Klassenerhalt beitrug. Zu Weihnachten 2009, beschrieb der The-Times-Korrespondent Patrick Barclay ihn und seinen Verteidigerkollegen Scott Dann als „sichere Bank“ in dieser Saison und schlug Johnson als zukünftigen englischen Nationalspieler vor. Die Daily Mail platzierte ihn auf Platz 22 der besten Spieler der Premier League 2009/10.
Auf sein erstes Tor für Birmingham musste er allerdings bis zur Saison 2010/11 warten und zwar bis zum 29. August 2010, wo er gegen die Bolton Wanderers traf.

### Wolverhampton Wanderers
Am 13. Juli 2011 wechselte Johnson zu den Wolverhampton Wanderers und unterschrieb dort einen Vierjahresvertrag. Von Trainer Mick McCarthy wurde er zum Kapitän bestimmt und löste damit den langjährigen Kapitän Karl Henry ab. Johnson absolvierte 27 Ligaspiele und stieg mit Wolverhampton am Ende der Saison als Tabellenletzter ab.
Nachdem Kenny Jackett als neuer Kapitän eingesetzt wurde, ging Johnson per Transfer zu Sheffield Wednesday und wechselte in einem folgenden Transfer 2014 zum Premier-League-Club West Ham United. Zurück bei Wolves wurde Johnson in der ersten Hälfte der Saison 2014/15 bei Spielen nicht eingesetzt und so kündigte er seinen Vertrag mit Wolves.

### Charlton Athletic
Am 3. Februar 2015, nach Beendigung seines Vertrages mit Wolves, unterzeichnete Johnson einen Saison-Vertrag mit dem Meisterteam Charlton Athletic. Er spielte in 14 von 16 Spielen und verließ den Verein im Mai 2015 um im Januar 2016 noch einmal für achtzehn Monate zurückzukehren 18-Monats-Vertrag für Charlton Athletic.

### Pune City
Am 18. August 2015 wechselte Johnson zum indischen Indian-Super-League-Club FC Pune City, wo er 11 Spiele bestritt und im Januar 2016 wieder zu Charlton Athletic zurückkehrte.

### Bromley
Johnsonspielte von 2017 bis 2019 für den National-League-Club Bromley. Während dieser Zeit nutzte er seine Verbindungen nach Cardiff City, um am Trainerkurs des Football Association of Wales teilzunehmen und eine UEFA A-Lizenz zu erhalten. Seit 2020 arbeitet er als Trainer des Vereins.

## Sonstiges
Johnson war in seiner Kindheit Fan des FC Chelsea, er besaß zehn Jahre lang eine Dauerkarte. Seine Frau Melissa lernte er schon während seiner Schulzeit kennen.

## Titel und Erfolge
Verein
- FA-Cup-Finalist: 2008
- Englischer Ligapokalsieger: 2011
- Zweiter Platz bei der FA Trophy: 2017/18

Individuell
- Fans’ Player of the Year: 2003/04
- PFA Team of the Year (League Two): 2005/06
- Club’s Player of the Year: 2007/08, 2008/09
- PFA Team of the Year (Championship): 2008/09